# Tú y yo (película de 1939)
Tú y yo (Love Affair) es una película estadounidense de 1939 del género romántico dirigida por Leo McCarey y con Irene Dunne, Charles Boyer y Maria Ouspenskaya en los papeles principales. El guion fue escrito por Mildred Cram, Leo McCarey, Delmer Daves y Donald Ogden Stewart.
Fue candidata a los siguientes premios Óscar: mejor película, mejor actriz, mejor actriz de reparto y mejor guion original (Mildred Cram, Leo McCarey), mejor canción original (Buddy G. DeSylva, por la canción "Wishing") y mejor dirección artística (Van Nest Polglase, Alfred Herman).
Fue reeditada en 1957 como An Affair to Remember con Cary Grant y Deborah Kerr en el papel principal, usando el mismo guion, y en 1994 como Un asunto de amor, protagonizada por Warren Beatty, Annette Bening, y en su última aparición en la pantalla, Katharine Hepburn.

## Sinopsis
El pintor francés Michel Marnet (Charles Boyer) y la cantante estadounidense Terry McKay (Irene Dunne) se conocen a bordo de un trasatlántico. Aunque ambos están comprometidos sentimentalmente, se enamoran. Al final del viaje acuerdan encontrarse nuevamente seis meses más tarde en el Empire State.
La frase "Todo lo que me gusta es ilegal, es inmoral o engorda" es original del guion de esta película.[cita requerida]

## Reparto
- Irene Dunne: Terry McKay.
- Charles Boyer: Michel Marnet.
- Maria Ouspenskaya: Grandmother Janou.
- Lee Bowman: Kenneth Bradley.
- Astrid Allwyn: Lois Clarke.
- Maurice Moscovitch: Maurice Cobert, comerciante de arte.

## Equipo de producción
- Dirección de arte: Van Nest Polglase.
- Decoración de ambiente: Darrell Silvera.
- Diseño de vestuario: Howard Greer y Edward Stevenson.
- Dirección auxiliar: James H. Anderson.
- Dirección de arte asociada: Alfred Herman.
- Sonido: John L. Cass.
- Efectos especiales: Vernon L. Walker.
- Montaje: Douglas Travers.